# Ro (wyspa)
Ro (gr. Ρω) − grecka wyspa we wschodniej części Morza Śródziemnego w archipelagu Dodekanez, w pobliżu granicy z Turcją. Administracyjnie wyspa należy do gminy Mejisti, w jednostce regionalnej Rodos, w Regionie Południowych Wysp Egejskich, w administracji zdecentralizowanej Wyspy Egejskie.

## Historia
Wraz z innymi małymi wyspami regionu Ro była przedmiotem sporu między Turcją i Włochami w latach 20. XX w. W tym czasie cały archipelag należał do Włoch. W 1932 obie strony podpisały w Ankarze traktat, zgodnie z którym wyspy przypadły Włochom. W 1947 wraz z innymi dominiami włoskimi na Morzu Egejskim, wysepka stała się terytorium greckim.
Na wyspie do 1982 mieszkała Despina Achladioti, nazywana Kobietą z Ro (gr. Κυρά της Ρω). Od II wojny światowej kobieta ta, która osiadła na wyspie po opuszczeniu pobliskiej Kastelorizo, wywieszała codziennie grecką flagę. Zwyczaj ten nabrał szczególnego znaczenia, gdy w latach 70. XX w. wzrosło napięcie między obu państwami. Obecnie na wyspie stacjonuje oddział greckiego wojska, który kultywuje tradycję wywieszania flagi narodowej, rozpoczętą przez Achladioti.

## Przyroda
Wyspa należy do sieci obszarów Natura 2000 ze względu na specjalną ochronę ptaków oraz ochronę siedlisk przyrodniczych. Na wyspie występują następujące gatunki, których obecność wpłynęła na objęcie obszaru wyspy ochroną prawną:
- Monachus monachus
- Mertensiella luschani
- Polygonum praelongum
- Ablepharus kitaibelii
- Agama stellio
- Campanula drabifolia
- Campanula hagielia
- Coluber nummifer
- Crepis pusilla
- Cyrtodactylus kotschyi
- Eirenis modesta
- Euphorbia hierosolymitana
- Ferula tingitana
- Galanthus nivalis ssp. nivalis
- Hemidactylus turcicus
- Isatis lusitanica
- Malpolon monspessulanus
- Ophiomorus punctatissimus
- Veronica stamatiadae